# Zlatan Ljubijankič
Zlatan Ljubijankič (født 15. december 1983) er en slovensk fodboldspiller. Han spiller i Japan hos Urawa Red Diamonds.

## Sloveniens fodboldlandshold
| Sloveniens landshold | Sloveniens landshold | Sloveniens landshold |
| År                   | Kmp                  | Mål                  |
| -------------------- | -------------------- | -------------------- |
| 2006                 | 3                    | 1                    |
| 2007                 | 1                    | 0                    |
| 2008                 | 3                    | 1                    |
| 2009                 | 8                    | 2                    |
| 2010                 | 10                   | 2                    |
| 2011                 | 8                    | 0                    |
| 2012                 | 4                    | 0                    |
| 2013                 | 5                    | 0                    |
| 2014                 | 2                    | 0                    |
| Total                | 44                   | 6                    |